# 自動駐車

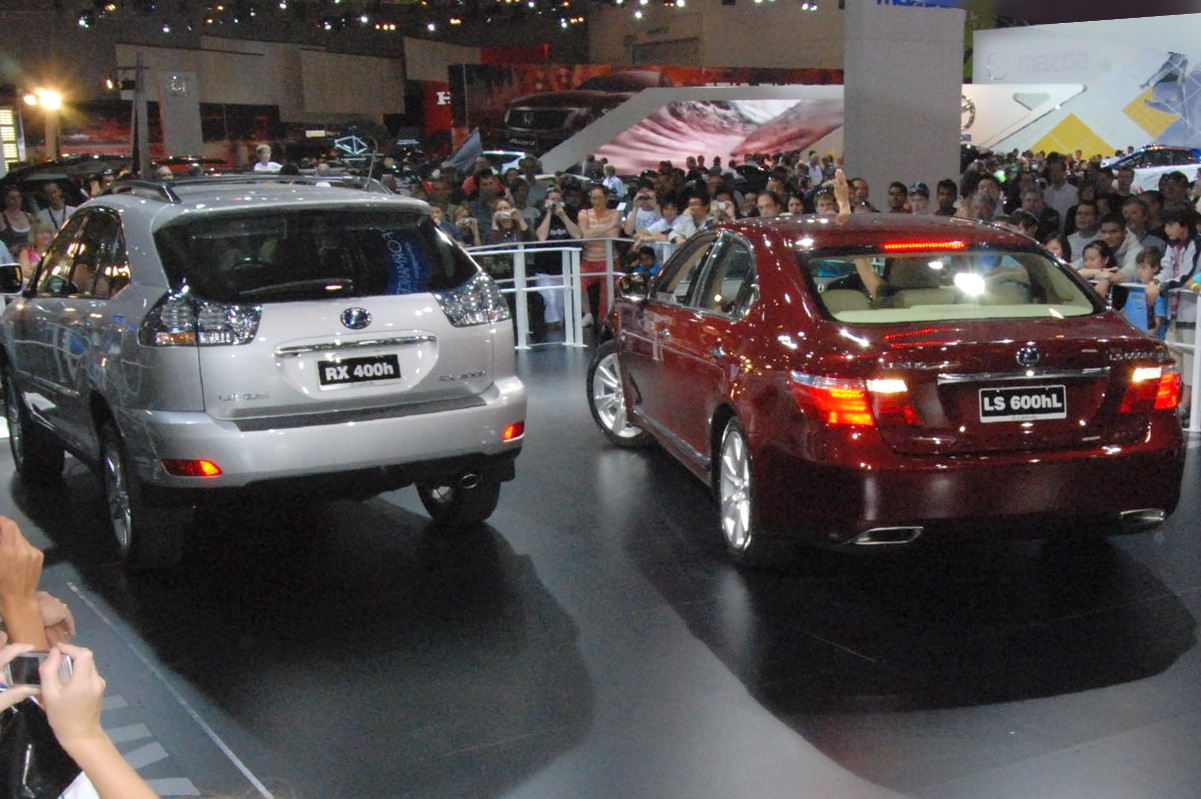
レクサスLSの自動駐車システムの実演

自動駐車（じどうちゅうしゃ、英語: Automatic parking）は、車道から駐車場に車両を移動させて、車庫入れ、縦列、または角度のある駐車を実行する自動運転システムである。自動駐車システムは、車両を運転するために多くの注意と経験が必要とされる制約のある環境での運転の快適さと安全性を高めることを目的としている。駐車操作は、利用可能な空間内で衝突のない動きを行うために、実際の環境の状況を考慮し、操舵角と速度が調整された制御によって完了する。
車両は、利用可能な制御指令の数がその位置と方向を表す座標の数よりも少ない非ホロノミックシステムの例。
駐車場の最初の支援システムの1つは手動であった。車輪付きの4つのジャッキを使用して車を持ち上げ、横向きに利用可能な駐車スペースに移動した。この機械システムは1934年に提案されたが、どの生産モデルでも提供されることはなかった。

## 歴史
自動縦列駐車の世界初の実験的プロトタイプの1つは、1990年代半ばにINRIAの電気自動車リジェで開発された。基盤となる技術は、今日、自動車に自動駐車オプションを提供している主要な自動車メーカーに採用されている。
自動縦列駐車アルゴリズムは、道路沿いに十分な駐車場所を特定し、駐車する場所の前方に到達した後に開始位置を取得し、縦列駐車操作を実行する。自動出庫は、駐車場内の車の動きに利用可能なスペースを特定し、駐車場の後部の適切な場所に車を配置し、駐車場から車道に出庫するための操作を実行することを含む。。
自動駐車の背景にある重要なコンセプトは、利用可能なスペース内で車両進路の望ましい経路を実現するために、ステアリング角度と速度の基本的な制御プロファイルを計画およびパラメーター化することである。駐車操作は、カーサーボシステムからのセンサーデータと環境に関する距離測定を使用して、一連の制御された動作として実行される。ステアリングと速度の制御はリアルタイムで計算され、実行される。このアプローチにより、駐車操作を実行するために必要なさまざまな経路情報が得られる。
1992年、フォルクスワーゲンは、IRVW（Integrated Research Volkswagen）Futuraコンセプトカーに4輪ステアリングを使用した自動駐車技術を提案し、縦列駐車のために横に移動できるようにした。ただし、この技術の商用版は提供されていない。四輪操舵のアイデアは、ドイツ航空宇宙センターの電気自動車「ROboMObil」で再検討された。車両は空いている駐車場の前で停止し、4つの車輪を垂直方向に向け直し（道路にゴムの跡を残す）、その後の横方向の動きに備える。
2004年、ボルボと協力しているリンショーピング大学の学生のグループがプロジェクトEvolveを開発した。Evolve車は、センサーとコンピューターを使用してボルボS60のステアリング、加速、ブレーキを制御することにより、自動的に縦列駐車を実行できた。
自動駐車システムは、さまざまな方法を使用して車両周辺の物体を検出する。フロントバンパーとリアバンパーに取り付けられたセンサーは、送信機と受信機の両方として機能する。これらのセンサーは信号を発し、車両の近くの障害物に遭遇すると反射して戻る。次に、車は飛行時間を使用して障害物の位置を決定する。他のシステムはカメラも使用する。オムニビュー・テクノロジー、またはレーダーで障害物を検出し、駐車スペースのサイズと道路脇からの距離を測定する。
自動駐車システムは、縦列駐車や車庫入れする場合のステアリング操作に人々が感じるストレスの度合いを低減することにより、快適性と安全性を向上させることが示されている。

## 商用システム
2003年、トヨタは「インテリジェントパーキングアシスト」というオプションとして提供される自動縦列駐車機能を備えたプリウスハイブリッド車の販売を開始した。 
2006年、レクサスは再設計されたレクサスLSセダンにセルフパーキングシステムを追加しました。並列駐車および縦列駐車に対応した。 
2009年、フォードは超音波による「アクティブパークアシスト」を発表した。 
2010年に、BMWは縦列駐車を実行するために再設計された5シリーズに「パーキングアシスタント」と呼ばれるシステムを導入した。
2012年まで、自動駐車システムはいくつかの自動車メーカーによって開発された。フォードとリンカーンは、フォードフォーカス、フュージョン、エスケープ、エクスプローラー、フレックスとリンカーンMKSとMKTでアクティブパークアシストを提供した。トヨタとレクサスは、トヨタプリウスVファイブとレクサスLS460およびLS460 Lに高度なパーキングアシスタントを搭載していた。BMWのまったく新しい第6世代3シリーズは、パーキングアシスタントと呼ばれるシステムを使用していた。アウディは、アウディA6に駐車支援システムを使用した。メルセデス・ベンツは、Cクラス、 CLSクラスクーペ、 MクラスのSUV、 Eクラス、 Sクラス、 GL350 、GL450 SUV（GL550上の標準）、およびR-クラスは、異なる価格でパークトロニックを提供した。
2014年、ジープはチェロキーモデルに「ParkSense」と呼ばれる自動平行および縦列駐車システムを導入した。 クライスラーは、「SafetyTec」パッケージの一部として「ParkSense」を提供する、まったく新しい2015200セダンを発表した。
2015年、ボッシュは完全自動駐車システムをリリースする予定。この無人システムにより、ドライバーは車から降りてスマートフォンから自動駐車を起動する。システムは駐車操作を計算し、周囲を監視する。BMW i3のパーキングアシスタントは。スマートウォッチから起動できる。